# Chrysopilus microphallus
Chrysopilus microphallus Santos & Amorim, 2007 è un dittero appartenente alla famiglia Rhagionidae.

## Etimologia
Il nome proprio della specie deriva dal prefisso greco μίκρο-, cioè micro-, che significa piccolo, e dal sostantivo φάλλος, cioè phallos, che indica l'organo copulatore maschile, in riferimento all'edeago di piccole dimensioni confrontato con le altre strutture terminali dell'apparato genitale maschile.

## Caratteristiche
L'olotipo maschile rinvenuto ha lunghezza totale è di 11,0-12,0mm; la lunghezza delle ali è di 9,6-10,0mm.

## Distribuzione
La specie è stata reperita nel Brasile meridionale: nello stato di Santa Catarina, nella Microregione di Lajeado-Estrela, presso il comune di Teutônia.

## Tassonomia
Al 2015 non sono note sottospecie e dal 2007 non sono stati esaminati nuovi esemplari.